# Geniates relictus
Geniates relictus är en skalbaggsart som beskrevs av Ohaus 1931. Geniates relictus ingår i släktet Geniates och familjen Rutelidae. Inga underarter finns listade i Catalogue of Life.